# Трухний, Алексей Данилович
Алексей Данилович Трухний (род. 1938) — советский и российский учёный, доктор технических наук, профессор; Заслуженный профессор МЭИ.

## Биография
Родился 2 июня 1938 года.
В 1961 году окончил Энергомашиностроительный факультет (ныне Институт энергомашиностроения и механики МЭИ) Московского энергетического института. Кандидатскую диссертацию защитил в 1966 году, докторскую, на тему «Прогнозирование малоциклового ресурса материалов и деталей пазовых турбин и разработка рекомендаций по повышению их маневренных характеристик» — в 1983 году.
С 1960 года по настоящее время работает на кафедре Паровых и газовых турбин (ПГТ) МЭИ: научный сотрудник (1960—1967), ассистент (1967—1970), доцент (1970—1986), профессор (с 1987). С 1987 по 2002 год Трухний работал заведующим кафедрой, с ноября 2002 года — профессор кафедры. В период с 2012 по 2018 год выполнял обязанности профессора кафедры.
Учёный руководил и лично участвовал в госбюджетных научно-исследовательских работах кафедры. Продолжает и в настоящее время вести исследования в области модернизации турбин для ТЭС и АЭС. Участвует в экспертизе паровых и газовых турбин и парогазовых установок, технико-экономических предложений в области энергетического оборудования для электростанций России.
Алексей Данилович Трухний много лет проработал в составе редакционной коллегии журнала «Теплоэнергетика», а с 2011 года является заместителем главного редактора журнала. Работает в научно-технических советах (НТС): ПАО Интер РАО и РАО ЕЭС России, Научном совете РАН по комплексной проблеме «Теплофизика и теплоэнергетика», является членом НТС «Инжиниринговый центр „Газотурбинные технологии“». Участвует в экспертизе паровых и газовых турбин и парогазовых установок, технико-экономических предложений в области энергетического оборудования для электростанций России. Он является также председателем Ученого совета по присуждению кандидатских и докторских степеней Института энергомашиностроения и механики НИУ «МЭИ» и членом Ученого совета во Всероссийском теплотехническом институте.
Результаты его многочисленных научных исследований опубликованы в периодической печати, учебниках и учебных пособиях.
Увлекается альпинизмом. Является членом Альпклуба МЭИ. Регулярно участвует в качестве спортсмена в альпинистских сборах альпклуба. Например, в 2019 году в ущелье Безенги.

## Награды
- Заслуженный деятель науки РФ, Почетный энергетик России, лауреат Премии Правительства РФ в области образования.